# Batken
Batken (em quirguiz: Баткен), também conhecida como Batkent, é uma cidade do Quirguistão, capital da província de Batken. Localizada no Vale de Fergana, conta com uma população de 13.435 habitantes, segundo o censo populacional de 2009.